# Stanley Rother
Stanley Francis Rother (27. března 1935, Okarche – 28. července 1981, Santiago Atitlán) byl americký římskokatolický kněz, zavražděný v Guatemale, kde působil jako misionář. Katolická církev jej uctívá jako blahoslaveného mučedníka.

## Život

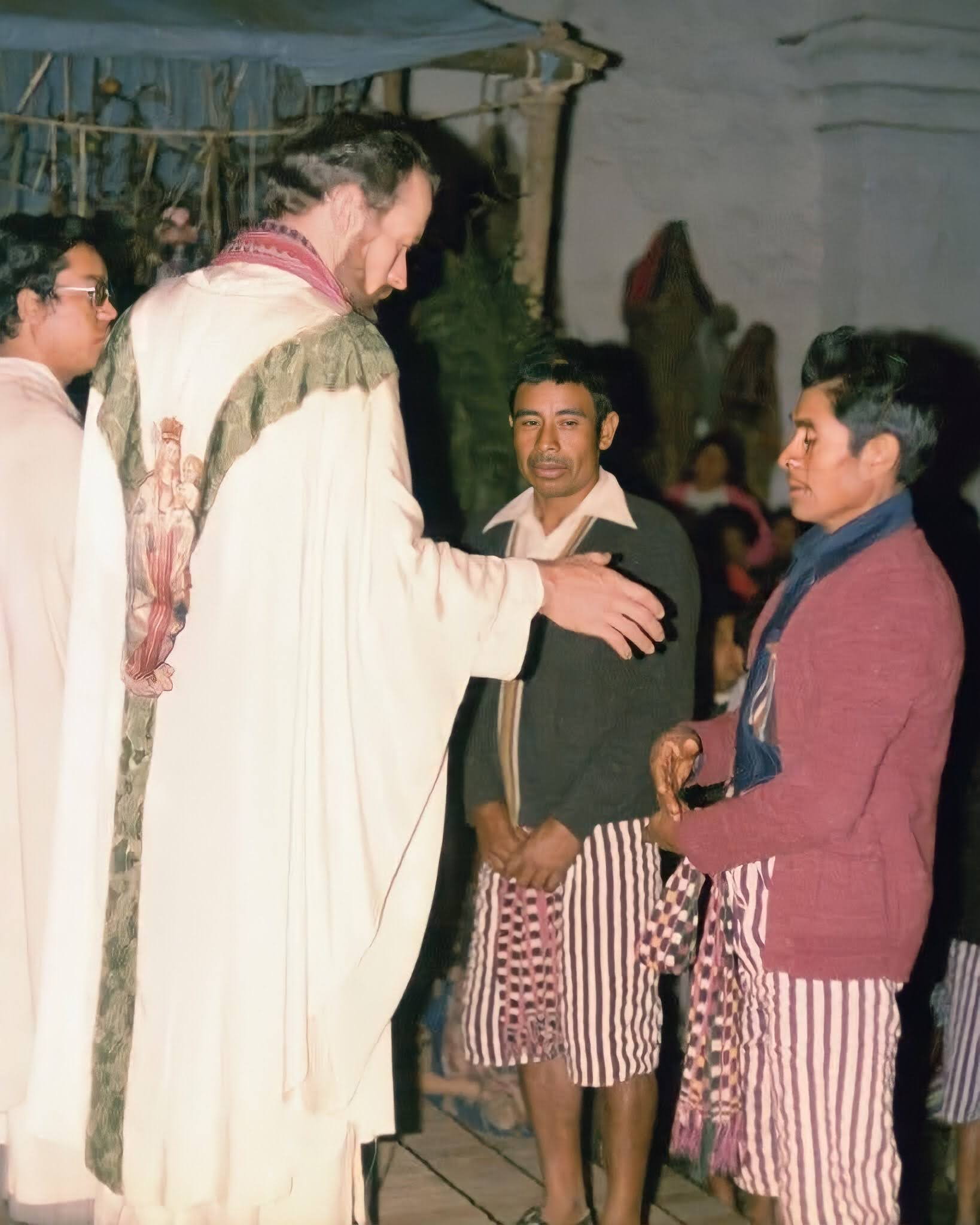
Fotografie

Narodil se dne 27. března 1935 ve městě Okarche v Oklahomě jako první ze čtyř dětí rodičům Franzi Rotherovi a Gertrudě Smith. Pokřtěn byl 29. března téhož roku v místním kostele Nejsvětější Trojice od kněze Zenona Stebra. Jeho sestra se později stala řeholnicí. Po dokončení střední školy se rozhodl stát knězem. Studoval na kněžském semináři v San Antoniu v Texasu. Jako seminarista zastával také funkce jako např. sakristán, knihař, instalatér, nebo zahradník.
Dne 25. května 1963 jej biskup Victor Joseph Reed vysvětil na kněze. Poté působil v mnoha farnostech poblíž Oklahoma City. Roku 1968 byl na své přání svým biskupem přidělen na misii do Guatemaly. V souvislosti s tím se naučil španělštinu a domorodý jazyk Tz’utujil.

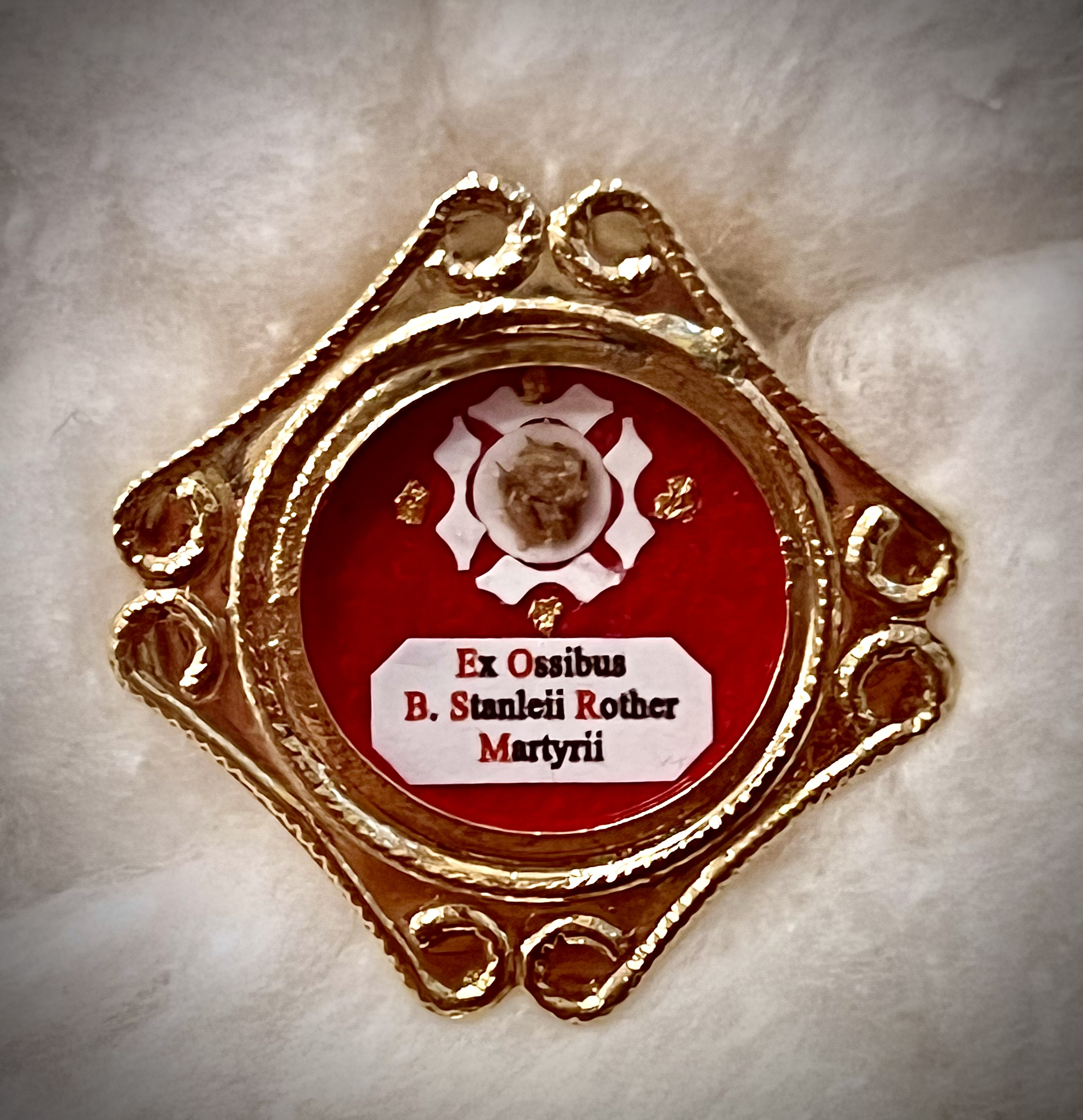
Relikvie bl. Stanleye Rothera

V Guatemale působil od roku 1968 až do své smrti v obci Santiago Atitlán. Podporoval zde také rozhlasovou stanici, která vzdělávala místní obyvatele. V jazyku Tz'utujil pravidelně sloužil bohoslužby a přeložil do něj také knihu nového zákona. Spolupracoval zde také na založení nemocnice. Od roku 1975 se stal de facto vůdcem místní misijní komunity. Často byl vídán vykuřovat tabák ze své dýmky. Během posledních let jeho života museli členové zdejší misijní komunity čelit násilí. Bylo mu doporučeno, aby nebezpečné místo opustil. V lednu roku 1981 se vrátil do Oklahomy, avšak v dubnu téhož roku se do Santiaga Atitlánu opět vrátil.
Dne 28. července 1981 něco málo před půlnocí vtrhla do jím obývané misijní komunity skupina ozbrojenců. V kostele nalezli mladého Francisca Bocela, kterého donutili, aby jim ukázal Rotherovu ložnici. Atentátníci poté přišli k jeho ložnici a zaklepali na dveře. Poté, co jim otevřel, následovala bitka, při které byl atentátníky dvakrát střelen do hlavy. Téhož roku zde přišla o život spolu s ním asi desítka kněží a několik laiků.
Jeho ostatky byly letecky transportovány do Oklahomy a dne 3. srpna 1981 pohřbeny na hřbitově při kostele Nejsvětější Trojice v jeho rodném městě. Na žádost věřících mezi kterými působil bylo jeho srdce převezeno zpět do Guatemaly, kde bylo uloženo pod oltář kostela v Santiagu Atitlánu.

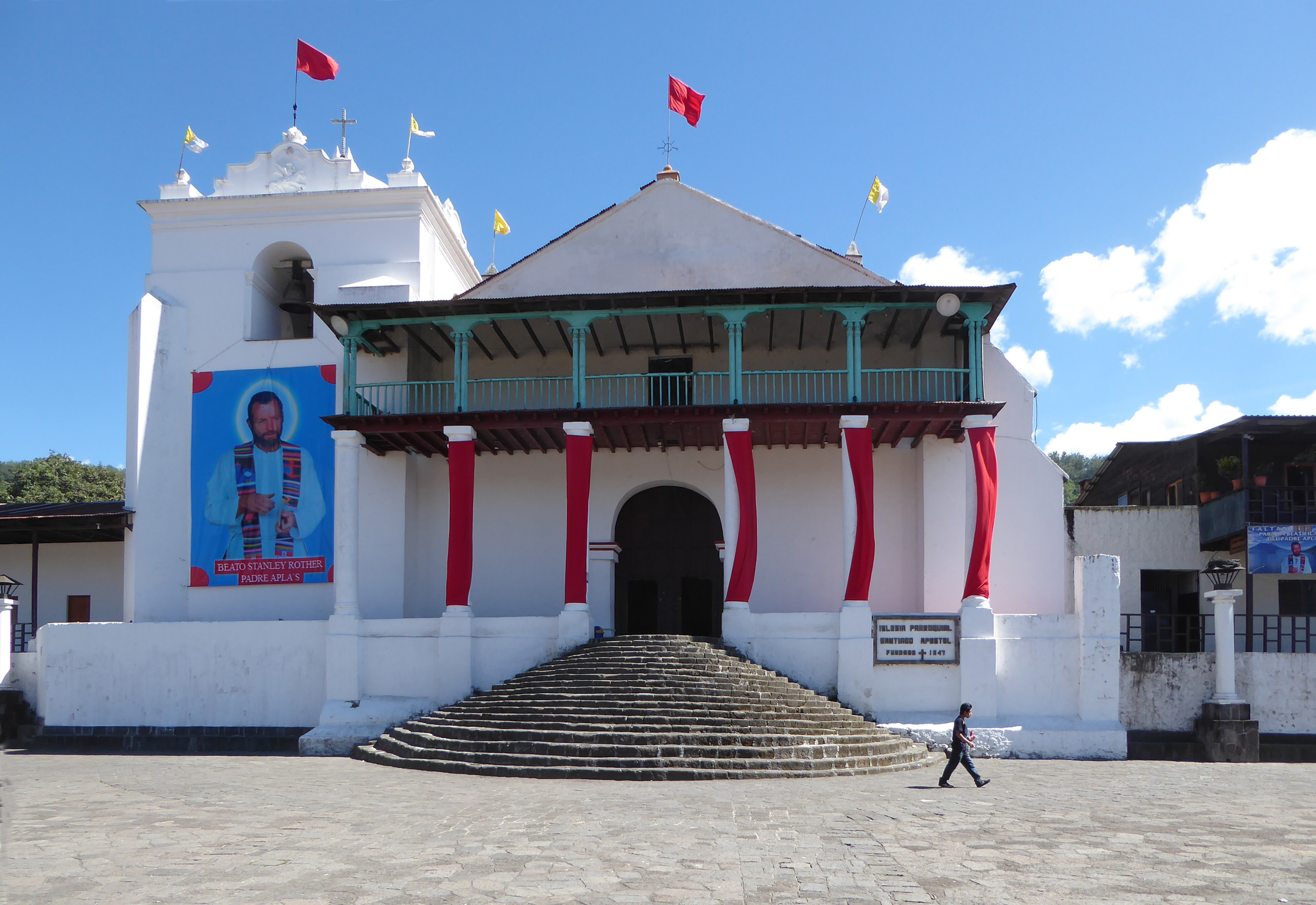
Kostel v Santiago Atitlán ozdobený portrétem bl. Stanleye Rothera v době jeho blahořečení

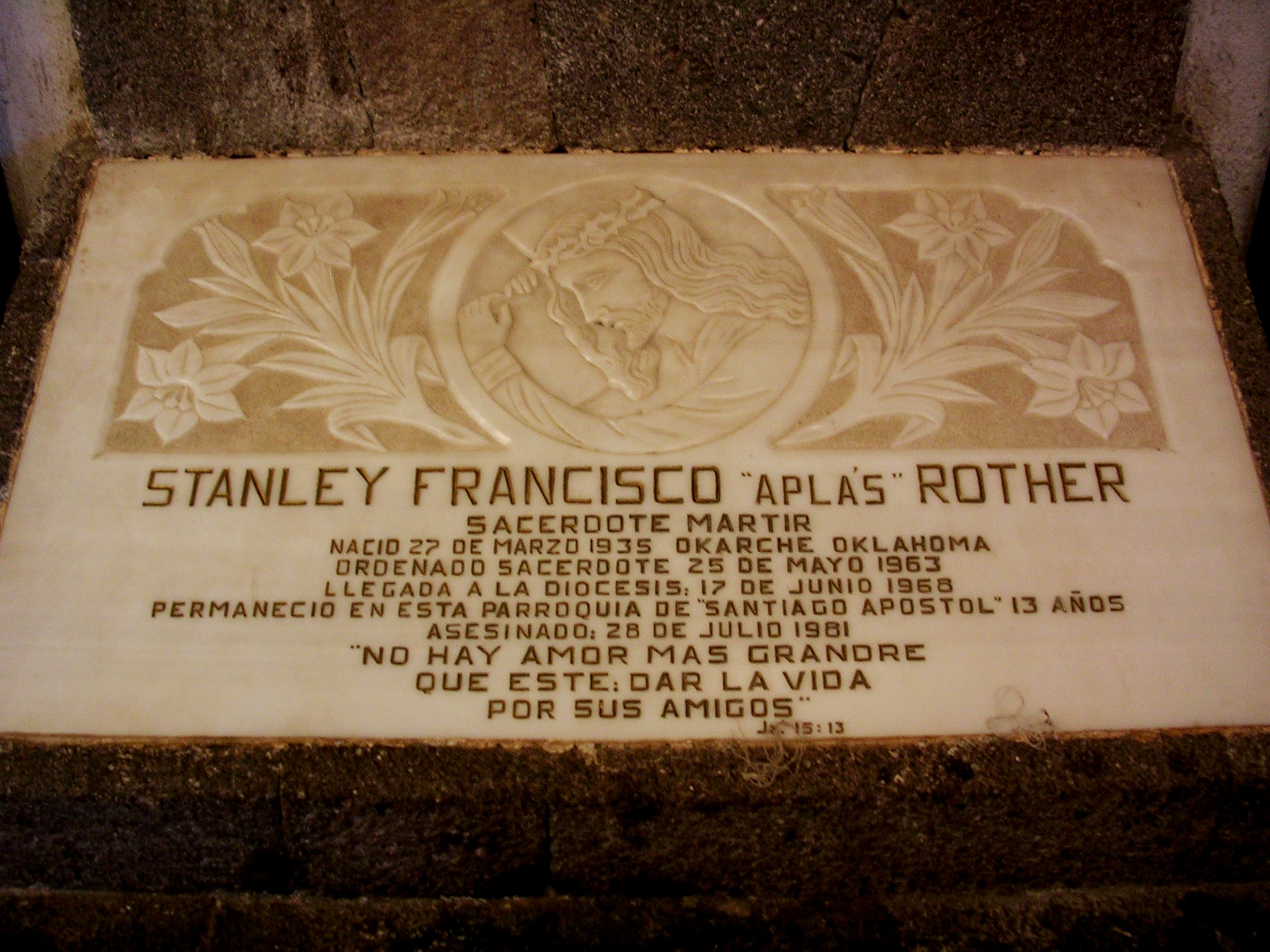
Pamětní deska bl. Stanleye Rothera v Santiago Atitlán

## Úcta
Jeho beatifikační proces byl zahájen dne 25. listopadu 2009, čímž obdržel titul služebník Boží. Dne 1. prosince 2016 podepsal papež František dekret o jeho mučednictví.
Blahořečen pak byl dne 23. září 2017 v budově filmového komplexu Cox Convention Center v Oklahoma City. Obřadu předsedal jménem papeže Františka kardinál Angelo Amato.
Jeho památka je připomínána 28. července. Je zobrazován v kněžském oděvu.